# Saint-Vincent-de-Barrès

Saint-Vincent-de-Barrès este o comună în departamentul Ardèche din sud-estul Franței. În 1 ianuarie 2022 avea o populație de 827 de locuitori.